# P&O Cruises Australia
P&O Cruises Australia (kurz: P&O Australia) war eine Marke des britisch-amerikanischen Kreuzfahrtunternehmens Carnival Corporation & plc für den australischen Markt. Das Markenzeichen war der Schriftzug P&O, in Anlehnung an die ehemalige Peninsular and Oriental Steam Navigation Company. Seit der 75-Jahr-Feier der ersten P&O-Kreuzfahrten in Australien waren auch die Schiffe in deren klassischem Weiß gestrichen. Eigentümer und Betreiber der für die Marke eingesetzten Schiffe war die britische Carnival plc. Die Schiffe der Flotte fuhren deshalb unter britischer Flagge mit Heimathafen London. Häufigste Abfahrthäfen waren Sydney, Brisbane und Auckland. Anfang 2025 wurde die Marke P&O Australia seitens des Mutterkonzerns eingestellt. Die Stammmarke des Konzerns, Carnival Cruise Line, übernimmt fortan das Fahrgebiet sowie zwei der drei Schiffe der bisherigen P&O Australia.

## Geschichte

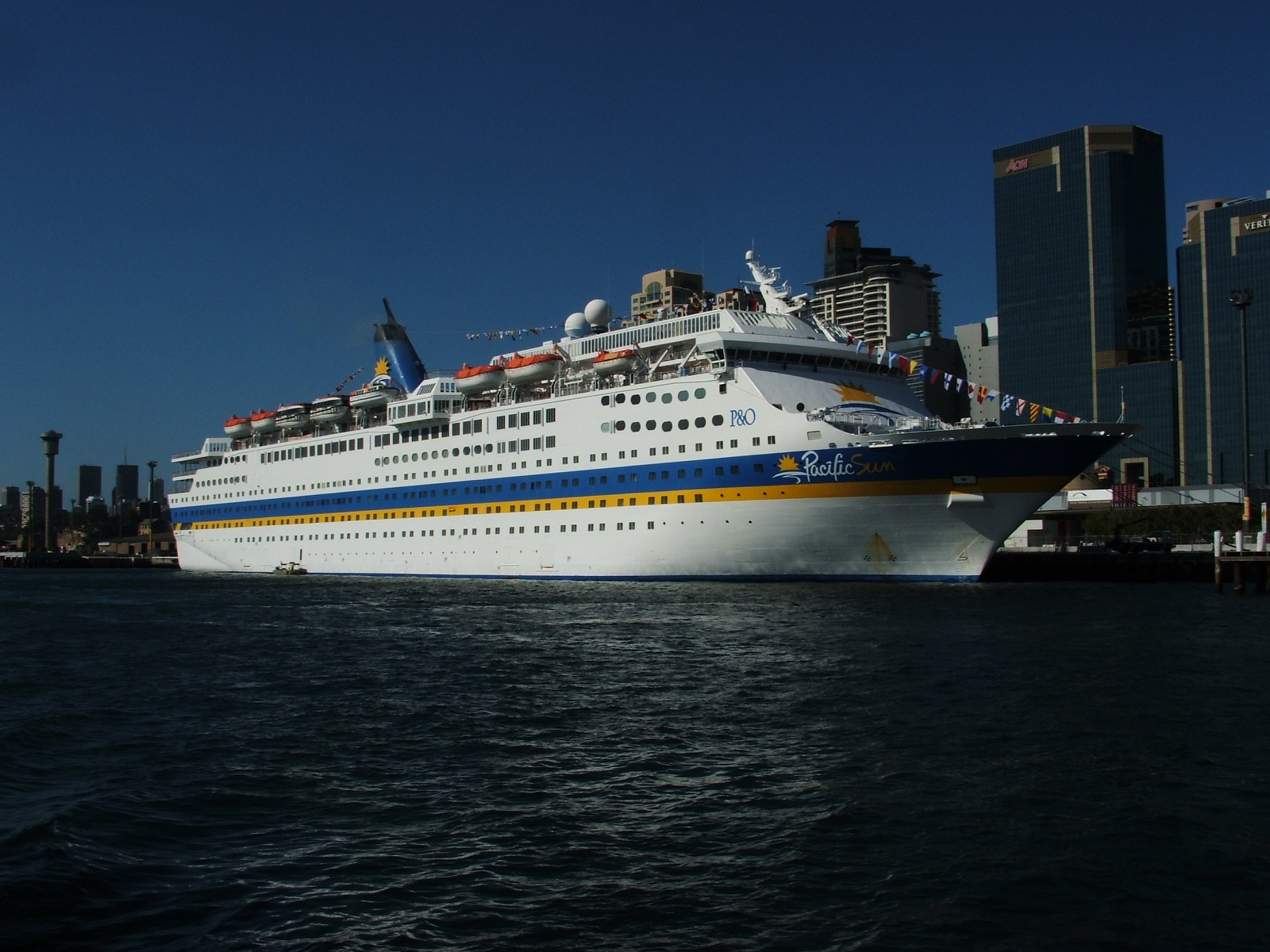
Pacific Sun in Sydney (2006)

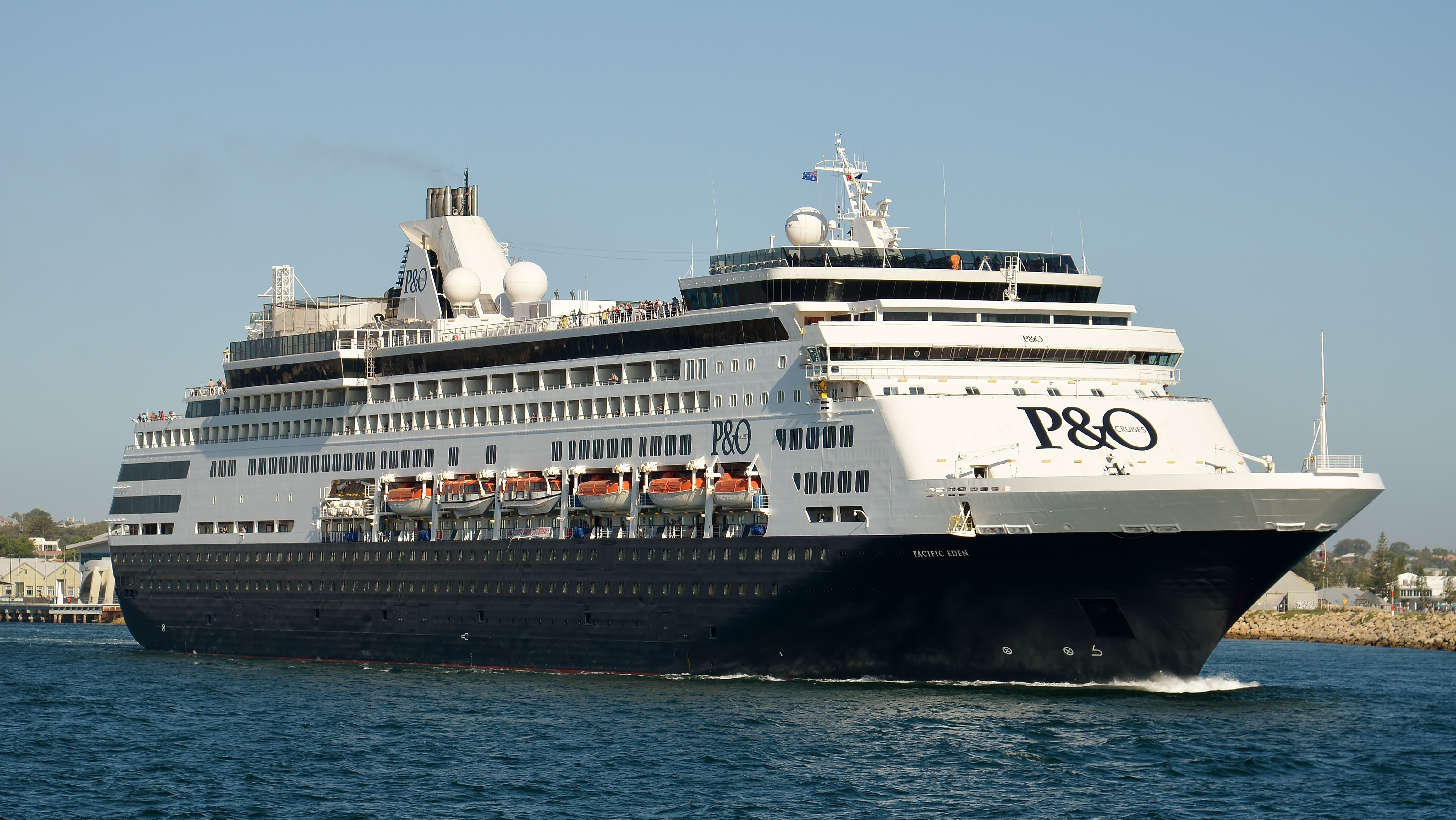
Pacific Eden in Fremantle

Die Wurzeln der australischen Kreuzfahrtgeschichte liegen eigentlich weniger bei P&O als bei der von der Reeder-Familie Vlasov in Italien gegründeten Sitmar Cruises (Società Italiana Trasporti Marittimi). Deren für Passagiere umgebautes Frachtschiff Fairsky und der ehemalige Truppentransporter Fairstar, die zuerst für die Überfahrt zahlreicher Emigranten, später dann als Kreuzfahrtschiffe im Einsatz waren, sorgten für eine große Bekanntheit des italienischen Unternehmens. Als Sitmar im Jahr 1988 durch P&O übernommen wurde, änderte man den Namen der australischen Gesellschaft auf P&O Sitmar Cruises Ltd., während in Europa der Name Sitmar unmittelbar verschwand. Erst 1995 entschied man sich in Australien zu einer Änderung auf P&O Holidays Ltd. und schließlich im Jahr 2001 auf P&O Cruises Australia Ltd. Im Jahr 2011 wurde das Unternehmen aufgelöst. Seitdem existierte nur noch der Markenname. Der Kreuzfahrtbetrieb wurde als Zweigniederlassung des britischen Teilkonzerns von Carnival Corporation & plc geführt.
Das ehemalige Fairsky, die unter P&O zunächst zu deren Tochtergesellschaft Princess Cruises als Sky Princess verlegt worden war, kehrte 2001 nach Australien zurück und wurde für P&O Holidays unter neuem Namen als Pacific Sky noch bis 2006 eingesetzt. Danach wurde sie an Pullmantur Cruises verkauft. Im Jahr 2004 kam die Pacific Sun zu P&O Australia, die im Jahr 1986 für die Carnival Cruise Lines gebaut worden und auf dem hart umkämpften amerikanischen Markt durch ein jüngeres Schiff ersetzt worden war.
Es folgte die Pacific Star im Jahr 2005, bis diese im März 2008 an Pullmantur Cruises verkauft wurde, wo sie nach Umbau ab Mai 2008 als Ocean Dream in Dienst war.
Im Oktober 2007 kam als ältestes Schiff der Princess Cruises die Regal Princess zu P&O Australia. Nach einem einmonatigen Umbau wurde sie als Pacific Dawn in Dienst gestellt. Am 30. Oktober 2008 gab Carnival Corporation & plc bekannt, dass sie die Marke Ocean Village aufgeben wird. Die beiden Schiffe der Ocean Village wurden daraufhin ebenfalls nach Australien verlegt und an P&O Cruises Australia abgegeben. Die Ocean Village Two fuhr ab Dezember 2009 als Pacific Jewel, die Ocean Village folgte ihr Ende 2010 als Pacific Pearl.
Die Pacific Dawn und Pacific Jewel sind baugleiche Schwesterschiffe, die ehemals von Sitmar bei der Werft Fincantieri in Auftrag gegeben wurden.
Im November 2015 wurden die zuvor bei Holland-America Line eingesetzten Schiffe Statendam und Ryndam als Pacific Eden und Pacific Aria in die Flotte von P&O Cruises Australia eingegliedert. Im Juni 2017 stieß zudem die Dawn Princess von Princess Cruises in die Flotte von P&O Cruises Australia und wurde in Pacific Explorer umbenannt.
Im Herbst 2018 wurden die  Pacific Jewel und Pacific Eden verkauft. Als Nachfolger sollte ursprünglich schon 2019 ein Neubau mit einer Tonnage von 135.500 BRZ für 4.200 Passagiere von Fincantieri in Dienst gestellt werden. Später fiel aber die Entscheidung, den Neubau als Carnival Panorama bei Carnival Cruise Line einzusetzen. Ersatzweise wollte man zeitgleich die Carnival Splendor zu P&O Cruises Australia verlegen. Diese Pläne wurden aber später wieder aufgegeben, stattdessen wechselte die Star Princess im Jahr 2021 zu P&O Cruises Australia und wurde in Pacific Encounter umbenannt. Die Golden Princess folgte noch im selben Jahr als Pacific Adventure.
Anfang Juni 2024 gab die Carnival Corporation bekannt, die Marke bis Februar 2025 auflösen und in die Carnival Cruise Line integrieren zu wollen. Die Pacific Encounter und die Pacific Adventure wurden hierbei als Carnival Encounter und Carnival Adventure Teil der Carnival-Flotte, die Pacific Explorer hingegen als Star Voyager an die Genting Group für die neu aufgelegte Marke StarCruises verkauft.

## Ehemalige Flotte
| Schiffsname       | in Dienst bei P&O Cruises Australia | Bauwerft/Baunummer                                                 | Tonnage     | Ablieferung | Auftraggeber          | Umbenennungen und Verbleib |
| ----------------- | ----------------------------------- | ------------------------------------------------------------------ | ----------- | ----------- | --------------------- | --- |
| Pacific Sky       | 2001 bis 2006                       | Chantiers de Nord et de la Mediterranee, La Seyne-sur-Mer Nr. 1436 | 46.087 BRZ  | März 1984   | Sitmar Cruises        | von 1988 bis 2000 als Sky Princess bei Princess Cruises, konzernintern zur Marke P&O Cruises Australia gewechselt, Verkauf 2006 als Sky Wonder an Pullmantur Cruises                                                                                         |
| Pacific Sun       | 2004 bis 2012                       | Kockums Varv, Malmö Nr. 596                                        | 47.262 BRZ  | 1986        | Carnival Cruise Lines | Einsatz als Jubilee bis 2004, dann konzerninterner Wechsel zu P&O Cruises Australia. Verkauf am 12. September 2012 an die chinesische HNA Tourism Cruise and Yacht Management Co., Ltd., dort als Henna eingesetzt                                           |
| Pacific Star      | 2005 bis 2008                       | Aalborg Værft, Ålborg Nr. 234                                      | 35.265 BRZ  | 1981        | Carnival Cruise Lines | bis 2005 als Costa Tropicale bei Costa Crociere, 2008 Verkauf an Pullmantur Cruises als Ocean Dream |
| Pacific Dawn      | November 2007 bis 2020              | Fincantieri Cantieri Navali Italiani, Monfalcone Nr. 5840          | 70.285 BRZ  | 1991        | Sitmar Cruises        | Beauftragt von Sitmar, übernommen durch P&O, erster Einsatz bei Princess Cruises als Regal Princess. Im Jahr 2007 innerhalb des Carnival-Konzerns zur Marke P&O Cruises Australia gewechselt. Seit 2021 als Ambience Flaggschiff der Ambassador Cruise Line. |
| Pacific Jewel     | 2009 bis 2019                       | Fincantieri Cantieri Navali Italiani, Monfalcone Nr. 5839          | 70.310 BRZ  | 1990        | Sitmar Cruises        | Bis 2009 bei Ocean Village als Ocean Village Two. Nach Verkauf ab 2019 als Karnika bei der indischen Jalesh Cruises. |
| Pacific Pearl     | 2010 bis 2017                       | Chantiers de l’Atlantique, Saint-Nazaire Nr. B29                   | 63.786 BRZ  | 1989        | Sitmar Cruises        | Ab 2003 als Ocean Village bei der gleichnamigen Marke. Im Jahr 2010 innerhalb des Carnival-Konzerns zur Marke P&O Cruises Australia gewechselt, ab 2017 Columbus bei CMV                                                                                     |
| Pacific Eden      | November 2015 bis 2019              | Fincantieri Cantieri Navali Italiani, Monfalcone Nr. 5881          | 55.877 BRZ  | 1993        | Holland-America Line  | Einsatz als Statendam bis 2015. Im November 2015 innerhalb des Carnival-Konzerns zur Marke P&O Cruises Australia gewechselt. Seit 2019 Vasco da Gama, zunächst bei Cruise & Maritime Voyages/Transocean Kreuzfahrten, seit 2020 bei Nicko Cruises.           |
| Pacific Aria      | November 2015 bis 2020              | Fincantieri Cantieri Navali Italiani, Monfalcone Nr. 5883          | 55.877 BRZ  | 1994        | Holland-America Line  | Einsatz als Ryndam bis 2015. Im November 2015 innerhalb des Carnival-Konzerns zur Marke P&O Cruises Australia gewechselt, 2020 an Seajets verkauft |
| Pacific Explorer  | Juni 2017 bis 2025                  | Fincantieri, Monfalcone Nr. 5955                                   | 77.441 BRZ  | 1997        | Princess Cruises      | Einsatz als Dawn Princess bis 2017, ab 2025 als Star Voyager für Resorts World Cruises der Genting Group. |
| Pacific Encounter | 2021 bis 2025                       | Fincantieri, Monfalcone Nr. 6051                                   | 108.977 BRZ | 2002        | Princess Cruises      | Gebaut als Star Princess. Ab 2025 für Carnival Cruise Line als Carnival Encounter. |
| Pacific Adventure | 2021 bis 2025                       | Fincantieri, Monfalcone Nr. 6050                                   | 108.865 BRZ | 2001        | Princess Cruises      | Gebaut als Golden Princess. Ab 2025 für Carnival Cruise Line als Carnival Adventure. |